# Oliarus iguchii
Oliarus iguchii är en insektsart som beskrevs av Matsumura 1914. Oliarus iguchii ingår i släktet Oliarus och familjen kilstritar. Inga underarter finns listade i Catalogue of Life.